# هاوکر هکتور
هاوکر هکتور (به انگلیسی: Hawker Hector) یک هواپیمای ساختِ کارخانهٔ هاوکر ایرکرفت در کشور بریتانیا است. این هواپیما برای نخستین بار در ۱۴ فوریه ۱۹۳۶ میلادی مورد استفاده قرار گرفت.